# СКФ
СКФ АД (на шведски: AB SKF) е шведска компания, водещ световен производител на сачмени лагери, уплътнения, смазочни средства, мехатроника и свързани с тях услуги.
СКФ е основана през 1907 г. в Гьотеборг с начален капитал и нов проект за производство на сачмени лагери в текстилната фабрика в Гьотеборг (Gamlestadens Fabriker AD), на която съсобственик е индустриалецът Аксел Карландер В нея работи като отговарящ за ремонта и техническото обслужване инженерът Свен Вингквист. Недоволен от работата на използваните тогава лагери в машините, той изобретява сферичния самоизравняващ сачмен лагер. Новият лагер решил проблема, свързан с несъосността на валовете. През 1906 г. Свен Вингквист патентова своя самоизравняващ се лагер, а през 1907 г. патентов и многореден саморегулиращ се радиален лагер (сферичен лагер).
Друго важно изобретение в историята на СКФ е това на Арвид Палмгрен, започнал работа като инженер изследовател в СКФ, който през 1917 – 1919 г. изобретява и патентова първата конструкция на двуреден самоустановяващ се ролков лагер, производството на който продължава и до днес.
Аксел Карландер е изпълнителен директор и председател на борда на SKF от 1907 г. до 1937 г., а Свен Вингквист заема тези длъжности от 1938 г. до 1953 г.
През 1910 г. компанията вече има 325 служителя, дъщерна фирма в САЩ и дейност в още няколко страни. През 1912 г. СКФ е представена в 32 страни, а към 1930 г. има 12 фабрики с 21 000 служителя, две трети от тях извън Швеция.
През 1926 г. СКФ започва производство на експериментални автомобили в дъщерната си компания Волво, която се отделя като самостоятелна компания през 1935 г.
Днес групата СКФ се състои от над 150 компании по целия свят с повече от 40 000 служителя.
През 2002 г. СКФ купува Лагерния завод на ВМЗ в град Сопот, България, който става основа на подразделението „СКФ Берингс България“. Разширяват се външните пазари, оптимизира се работата на производствените мощности и се увеличава почти двойно асортиментът на произвежданите детайли.
През 2014 г. в ЕС СКФ е уличена в картелно споразумение заедно с шест други компании производителки на сачмени лагери.
Групата СКФ има глобална сертификация по стандартите ISO 14001 (система за екологичен мениджмънт), ISO 50001 (енергиен мениджмънт) и OHSAS 18001 (охрана на труда и техника на безопасност). Дейността ѝ е сертифицирана също по ISO 9001.